# Казаков Костянтин Петрович
Костянтин Петрович Казаков (рос. Константин Петрович Казаков; 18 листопада 1902 — 25 серпня 1989) — радянський воєначальник, маршал артилерії (28.04.1962).

## Життєпис
Народився в місті Тула, в родині робітника-зброяра. Росіянин. Член РКП(б) з 1920 року.
У лавах РСЧА з 1921 року. У 1923 році закінчив Військову об'єднану школу імені ВЦВК. З 1923 року — командир взводу, артбатареї, артдивізіону. У 1930 році закінчив Курси удосконалення командного складу. З 1930 року — командир батареї, командир дивізіону, викладач і начальник циклу тактики при Військовій об'єднаній школі імені ВЦВК. У 1936 році закінчив Військову академію імені М. В. Фрунзе.
З початком німецько-радянської війни командував гаубичним артилерійським полком. У 1942 році призначений начальником оперативного відділу артилерійського управління Південно-Західного фронту, з квітня того ж року працював у штабі начальника артилерії РСЧА. З квітня 1943 року обіймав посаду для особливо важливих доручень командувача артилерією РСЧА. З квітня 1944 по травень 1945 року — командувач артилерією 2-ї ударної армії Ленінградського, згодом — 2-го Білоруського фронтів.
Під час радянсько-японської війни командував артилерією 1-ї Червонопрапорної армії 1-го Далекосхідного фронту.
У повоєнні роки командував артилерією низки військових округів, працював на керівних посадах у центральному апараті МО СРСР. З 1963 по 1969 роки — командувач ракетними військами і артилерією сухопутних військ СРСР. З липня 1969 року — інспектор-радник Групи генеральних інспекторів МО СРСР.

## Нагороди
Нагороджений чотирма орденами Леніна (1943, …), орденами Жовтневої революції, чотирма Червоного Прапора (06.11.1941, 1944, …), Кутузова 1-го ступеня (10.04.1945), Богдана Хмельницького 1-го ступеня (29.05.1945), двома Суворова 2-го ступеня (1944, 08.09.1945), Кутузова 2-го ступеня (05.10.1944), Вітчизняної війни 1-го ступеня (11.03.1985), «За службу Батьківщині у Збройних Силах СРСР» 3-го ступеня, медалями, іноземними нагородами.